# Peter Rehbinder
Peter Rehbinder, auch Petrus Rehbinder (* November 1609 in Lübeck; † 9. Dezember 1671 in Lüneburg) war ein deutscher evangelisch-lutherischer Theologe und Superintendent.

## Leben
Peter Rehbinder war ein Sohn des Kaufmanns Christoph Rehbinder und dessen Frau Margarete, geb. Wassermann, einer Tochter des Lübecker Stadtphysikus Dietrich Wassermann (Theodoricus Aquarius). Er besuchte das Katharineum zu Lübeck und studierte ab 1629, unterstützt durch ein von Nikolaus Hunnius vermitteltes Stipendium der Schabbelstiftung, an der Universität Wittenberg. Hier graduierte er 1632 zum Magister. 1633 ging er, vermutlich mit Aegidius Ernst Hunnius (1614–1634), dem Sohn des Superintendenten, an die Universität Königsberg. Hunnius starb jedoch schon 1634 an den Folgen eines Überfalls. Rehbinder blieb noch bis 1637 im Haus von Levin Pouchenius in Königsberg und kehrte dann mit einem Zwischenaufenthalt in Lübeck nach Wittenberg zurück, wo er ab 1638 als Adjunkt der Philosophischen Fakultät lehrte.
Im Frühjahr 1641 erhielt er eine Berufung als Pastor und Superintendent für das Fürstentum Lüneburg. Vor seinem Weggang aus Wittenberg wurde er mit einer Disputation über die Irrtümer des Calvinismus unter Vorsitz von Johannes Hülsemann zum Dr. theol. promoviert. In Lüneburg wirke er bis an sein Lebensende. Rehbinder war ein Vertreter der Lutherischen Orthodoxie und sah die Abwehr des kirchenkritischen, mystischen Spiritualismus, wie er in Lüneburg vor allem durch Christian Hoburg repräsentiert wurde, als eine seiner Hauptaufgaben. Für das Ministerium Tripolitanum, den Zusammenschluss der Geistlichen Ministerien von Lüneburg, Hamburg und Lübeck verfasste er eine Reihe von Streitschriften. Andererseits war ein engagierter Unterstützer des zeitgenössischen deutschen geistlichen Liedes. Für mehrere Werke von Johann Rist schrieb er lobende Ehrgedichte. 1647 erarbeitete er mit dem Kantor Georg Cossius eine neue liturgische Ordnung, in der mehrere bisher lateinische Gesänge durch deutsche ersetzt wurden. Rehbinders Nachfolger als Superintendent wurde Caspar Hermann Sandhagen.
Rehbinder war in erster Ehe verheiratet mit Sabine, geb. Hunnius, einer Tochter seines Förderers, des Lübecker Superintendenten Nikolaus Hunnius. Nach ihrem Tod heiratete er Margarete, geb. Pasch. Aus dieser Ehe entstammte ein Sohn, Heinrich Christian Rehbinder, der Amtmann für das Ordensamt Schenkendorf wurde, und zwei Töchter.
Von Rehbinder sind mehrere Einträge in Freundschaftsalben erhalten, so im Album von Caspar Sagittarius

## Werke
- Ductore & Doctore Christo: Trias Errorum Pontificiorum De 1. Cramate Eucharistico. 2. Communione sub una. 3. Transsubstantiatione. Königsberg 1635 (Digitalisat)
- Disputatio Ordinaria eaque Tertia De Indebitae Divinae Gratiae Applicatione Ad Conversionem. Wittenberg 1638 (Digitalisat)
- Calvinismus Irreconciliabilis, seu Delineatio caussarum, Earumq[ue] applicatio ad Calvinismum, Propter quas Josephus Hallus, Exoniensis Episcopus Papismum censuit esse Irreconciliabilem /. Wittenberg 1641 (Digitalisat)
- Hrsg. und Vorwort zu: Michael Cubach: Einer gläubigen und andächtigen Seelen vermehretes tägliches Bet- Buß- Lob- und Danckopffer/ Das ist: Ein grosses Betbuch in allerley geistlichen und leiblichen/ gemeinen und sonderbaren Nöthen und Anliegen zu gebrauchen : aus 75. Autoribus in zehen unterschiedliche Theile zusammen getragen/ Als: 1. Tag- und Wochen-Buch. 2. Lehr- Wehr- und Nehr-Standbuch. 3. Beicht- und Communion-Buch. 4. Fest-Buch. 5. Sonderbares Buch. 6. Creutz-Buch. 7. Theurung- und Pest-Buch. 8. Jahr- und Wetter-Buch. 9. Reise-Buch. 10. Krancken- und Sterbens-Buch ; Deren Inhalt beygefügte zwey Register ... anzeigen. Lüneburg/Leipzig 1658 (Digitalisat)
- Judaeus Baptizatus, Das ist: Bericht Von der Tauffe eines gebohrnen Juden, wie dieselbe in Lüneburg bey Außgang des 1659. Jahrs am 28. Decemb. in einer sehr volckreichen Versamlung in der Kirche zu S. Johann verrichtet worden. Lüneburg 1660 (Digitalisat)